# 코네티컷주의 통계 지구

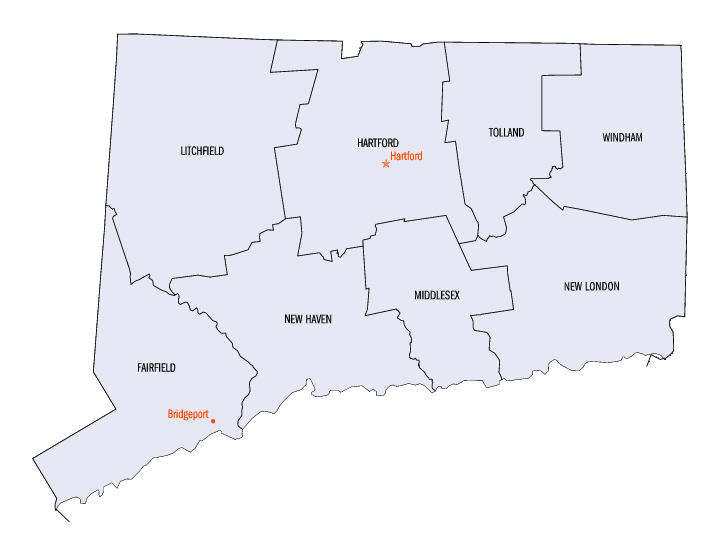
코네티컷 주의 군들

코네티컷의 주기

코네티컷의 통계 지구(Connecticut Statistical Area)는 코네티컷 주에 있는 통계 지구이다.

## 범례
| 범례      | 의미                                     |
| --------- | ---------------------------------------- |
|           | 뉴햄프셔에 속하는 지역                   |
|           | 매사추세츠에 속하는 지역                 |
|           | 로드아일랜드에 속하는 지역               |
|           | 뉴욕에 속하는 지역                       |
|           | 뉴저지에 속하는 지역                     |
|           | 펜실베이니아에 속하는 지역               |
|           | 2개의 주 이상에 걸친 지역(코네티컷 해당) |
| 초록 글씨 | 다른 주에 속하는 지역의 인구 수          |
| 파란 글씨 | 코네티컷과 다른 주에 걸친 지역의 인구 수 |

## 배치도
| 복합 통계 지구                | 인구                 | 핵심 기반 통계 지구                   | 인구            | 군           | 인구      |
| ----------------------------- | -------------------- | ------------------------------------- | --------------- | ------------ | --------- |
| 뉴욕-뉴어크 지구              | 22,589,036 1,978,422 | 뉴욕-뉴어크-저지시티 지구             | 19,216,182      | 킹스         | 2,559,903 |
| 뉴욕-뉴어크 지구              | 22,589,036 1,978,422 | 뉴욕-뉴어크-저지시티 지구             | 19,216,182      | 퀸스         | 2,253,858 |
| 뉴욕-뉴어크 지구              | 22,589,036 1,978,422 | 뉴욕-뉴어크-저지시티 지구             | 19,216,182      | 뉴욕         | 1,628,706 |
| 뉴욕-뉴어크 지구              | 22,589,036 1,978,422 | 뉴욕-뉴어크-저지시티 지구             | 19,216,182      | 서퍽         | 1,476,601 |
| 뉴욕-뉴어크 지구              | 22,589,036 1,978,422 | 뉴욕-뉴어크-저지시티 지구             | 19,216,182      | 브롱크스     | 1,418,207 |
| 뉴욕-뉴어크 지구              | 22,589,036 1,978,422 | 뉴욕-뉴어크-저지시티 지구             | 19,216,182      | 나소         | 1,356,924 |
| 뉴욕-뉴어크 지구              | 22,589,036 1,978,422 | 뉴욕-뉴어크-저지시티 지구             | 19,216,182      | 웨스트체스터 | 967,506   |
| 뉴욕-뉴어크 지구              | 22,589,036 1,978,422 | 뉴욕-뉴어크-저지시티 지구             | 19,216,182      | 버건         | 932,202   |
| 뉴욕-뉴어크 지구              | 22,589,036 1,978,422 | 뉴욕-뉴어크-저지시티 지구             | 19,216,182      | 미들섹스     | 825,062   |
| 뉴욕-뉴어크 지구              | 22,589,036 1,978,422 | 뉴욕-뉴어크-저지시티 지구             | 19,216,182      | 에식스       | 798,975   |
| 뉴욕-뉴어크 지구              | 22,589,036 1,978,422 | 뉴욕-뉴어크-저지시티 지구             | 19,216,182      | 허드슨       | 672,391   |
| 뉴욕-뉴어크 지구              | 22,589,036 1,978,422 | 뉴욕-뉴어크-저지시티 지구             | 19,216,182      | 먼마우스     | 618,795   |
| 뉴욕-뉴어크 지구              | 22,589,036 1,978,422 | 뉴욕-뉴어크-저지시티 지구             | 19,216,182      | 오션         | 607,186   |
| 뉴욕-뉴어크 지구              | 22,589,036 1,978,422 | 뉴욕-뉴어크-저지시티 지구             | 19,216,182      | 유니언       | 556,341   |
| 뉴욕-뉴어크 지구              | 22,589,036 1,978,422 | 뉴욕-뉴어크-저지시티 지구             | 19,216,182      | 퍼세이익     | 501,826   |
| 뉴욕-뉴어크 지구              | 22,589,036 1,978,422 | 뉴욕-뉴어크-저지시티 지구             | 19,216,182      | 모리스       | 491,845   |
| 뉴욕-뉴어크 지구              | 22,589,036 1,978,422 | 뉴욕-뉴어크-저지시티 지구             | 19,216,182      | 리치먼드     | 476,143   |
| 뉴욕-뉴어크 지구              | 22,589,036 1,978,422 | 뉴욕-뉴어크-저지시티 지구             | 19,216,182      | 서머싯       | 328,934   |
| 뉴욕-뉴어크 지구              | 22,589,036 1,978,422 | 뉴욕-뉴어크-저지시티 지구             | 19,216,182      | 로클랜드     | 325,789   |
| 뉴욕-뉴어크 지구              | 22,589,036 1,978,422 | 뉴욕-뉴어크-저지시티 지구             | 19,216,182      | 서식스       | 140,488   |
| 뉴욕-뉴어크 지구              | 22,589,036 1,978,422 | 뉴욕-뉴어크-저지시티 지구             | 19,216,182      | 헌터든       | 124,371   |
| 뉴욕-뉴어크 지구              | 22,589,036 1,978,422 | 뉴욕-뉴어크-저지시티 지구             | 19,216,182      | 퍼트넘       | 98,320    |
| 뉴욕-뉴어크 지구              | 22,589,036 1,978,422 | 뉴욕-뉴어크-저지시티 지구             | 19,216,182      | 파이크       | 55,809    |
| 뉴욕-뉴어크 지구              | 22,589,036 1,978,422 | 브리지포트-스탬퍼드-노워크 지구       | 943,332         | 페어필드     | 943,332   |
| 뉴욕-뉴어크 지구              | 22,589,036 1,978,422 | 뉴헤이븐-밀퍼드 지구                  | 854,757         | 뉴헤이븐     | 854,757   |
| 뉴욕-뉴어크 지구              | 22,589,036 1,978,422 | 포킵시-뉴버그-미들타운 지구           | 679,158         | 오렌지       | 384,940   |
| 뉴욕-뉴어크 지구              | 22,589,036 1,978,422 | 포킵시-뉴버그-미들타운 지구           | 679,158         | 더치스       | 294,218   |
| 뉴욕-뉴어크 지구              | 22,589,036 1,978,422 | 트렌턴-프린스턴 지구                  | 367,430         | 머서         | 367,430   |
| 뉴욕-뉴어크 지구              | 22,589,036 1,978,422 | 토링턴 지구                           | 180,333         | 리치필드     | 180,333   |
| 뉴욕-뉴어크 지구              | 22,589,036 1,978,422 | 킹스턴 지구                           | 177,573         | 얼스터       | 177,573   |
| 뉴욕-뉴어크 지구              | 22,589,036 1,978,422 | 이스트스트라우즈버그 지구             | 170,271         | 먼로         | 170,271   |
| 하트퍼드-이스트하트퍼드 지구  | 1,470,083            | 하트퍼드-이스트하트퍼드-미들타운 지구 | 1,204,877       | 하트퍼드     | 891,720   |
| 하트퍼드-이스트하트퍼드 지구  | 1,470,083            | 하트퍼드-이스트하트퍼드-미들타운 지구 | 1,204,877       | 미들섹스     | 162,436   |
| 하트퍼드-이스트하트퍼드 지구  | 1,470,083            | 하트퍼드-이스트하트퍼드-미들타운 지구 | 1,204,877       | 톨랜드       | 150,721   |
| 하트퍼드-이스트하트퍼드 지구  | 1,470,083            | 노리치-뉴런던 지구                    | 265,206         | 뉴런던       | 265,206   |
| 보스턴-우스터-프로비던스 지구 | 8,287,710 116,782    | 보스턴-케임브리지-뉴턴 지구           | 4,873,019       | 미들섹스     | 1,611,699 |
| 보스턴-우스터-프로비던스 지구 | 8,287,710 116,782    | 보스턴-케임브리지-뉴턴 지구           | 4,873,019       | 서퍽         | 803,907   |
| 보스턴-우스터-프로비던스 지구 | 8,287,710 116,782    | 보스턴-케임브리지-뉴턴 지구           | 4,873,019       | 에식스       | 789,034   |
| 보스턴-우스터-프로비던스 지구 | 8,287,710 116,782    | 보스턴-케임브리지-뉴턴 지구           | 4,873,019       | 노퍽         | 706,775   |
| 보스턴-우스터-프로비던스 지구 | 8,287,710 116,782    | 보스턴-케임브리지-뉴턴 지구           | 4,873,019       | 플리머스     | 521,202   |
| 보스턴-우스터-프로비던스 지구 | 8,287,710 116,782    | 보스턴-케임브리지-뉴턴 지구           | 4,873,019       | 로킹엄       | 309,769   |
| 보스턴-우스터-프로비던스 지구 | 8,287,710 116,782    | 보스턴-케임브리지-뉴턴 지구           | 4,873,019       | 스트래퍼드   | 130,633   |
| 보스턴-우스터-프로비던스 지구 | 8,287,710 116,782    | 프로비던스-워릭 지구                  | 1,624,578       | 프로비던스   | 638,931   |
| 보스턴-우스터-프로비던스 지구 | 8,287,710 116,782    | 프로비던스-워릭 지구                  | 1,624,578       | 브리스틀     | 565,217   |
| 보스턴-우스터-프로비던스 지구 | 8,287,710 116,782    | 프로비던스-워릭 지구                  | 1,624,578       | 켄트         | 164,292   |
| 보스턴-우스터-프로비던스 지구 | 8,287,710 116,782    | 프로비던스-워릭 지구                  | 1,624,578       | 워싱턴       | 125,577   |
| 보스턴-우스터-프로비던스 지구 | 8,287,710 116,782    | 프로비던스-워릭 지구                  | 1,624,578       | 뉴포트       | 82,082    |
| 보스턴-우스터-프로비던스 지구 | 8,287,710 116,782    | 프로비던스-워릭 지구                  | 1,624,578       | 브리스틀     | 48,479    |
| 보스턴-우스터-프로비던스 지구 | 8,287,710 116,782    | 우스터 지구                           | 947,404 116,782 | 우스터       | 830,622   |
| 보스턴-우스터-프로비던스 지구 | 8,287,710 116,782    | 우스터 지구                           | 947,404 116,782 | 윈덤         | 116,782   |
| 보스턴-우스터-프로비던스 지구 | 8,287,710 116,782    | 맨체스터-내슈아 지구                  | 417,025         | 힐즈버러     | 417,025   |
| 보스턴-우스터-프로비던스 지구 | 8,287,710 116,782    | 반스터블타운 지구                     | 212,990         | 반스터블     | 212,990   |
| 보스턴-우스터-프로비던스 지구 | 8,287,710 116,782    | 콩코드 지구                           | 151,391         | 메리맥       | 151,391   |
| 보스턴-우스터-프로비던스 지구 | 8,287,710 116,782    | 라코니아 지구                         | 61,303          | 벨크냅       | 61,303    |
| 코네티컷                      | 코네티컷             | 코네티컷                              | 코네티컷        | 코네티컷     | 3,565,287 |

## 참고
- 인구 수는 2019년 기준이며 단위는 '명'이다.
- 하트퍼드군은 코네티컷주 행정 기관들이 있는 하트퍼드가 있기 때문에 굵은 글씨로 표기했다.

## 같이 보기
- 대도시 통계 지구